# 參孫與大利拉

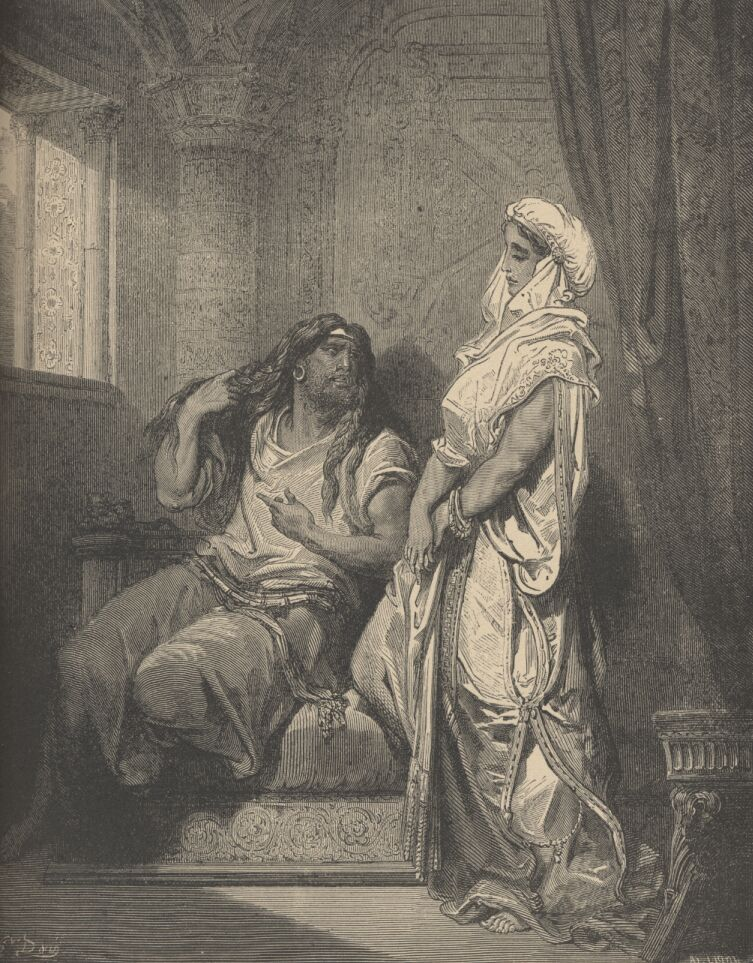
参孙与大利拉，古斯塔夫·多雷绘

《参孙和大利拉》（法語：Samson et Dalila）是一部由法国作曲家圣桑创作的大型歌剧，于1877年在德国首次公演。这部歌剧改编自《圣经·旧约·士师记》第十三章至第十六章中有关希伯莱英雄参孙的故事，是圣桑唯一一部仍作常规演出的剧目，其中两首旋律优美情感动人的咏叹调，“春到人间”和“轻轻唤醒我的心”，是女中音演出的经典曲目。